# Göta Pettersson
Göta Pettersson, född 18 december 1926 i Stockholm, död 9 oktober 1993 i Stockholm, var en svensk gymnast.
Hon blev olympisk guldmedaljör i Helsingfors 1952.